# Bulbophyllum korthalsii
Bulbophyllum korthalsii là một loài phong lan thuộc chi Bulbophyllum.